# Martti Nõmme
Martti Nõmme, född 8 juli 1993, är en estländsk backhoppare. Han har deltagit i världsmästerskapen i nordisk skidsport 2013, 2015, 2017 och 2019. Han deltog även i olympiska vinterspelen 2018. Hans bästa resultat från världscupen i backhoppning är en 39:e plats från Ruka i Finland i november 2017. 